# Gdańsk Brama Nizinna
Gdańsk Brama Nizinna (niem. Danzig Leeges Tor), nazywana również Gdańsk Kłodno – pierwsza stacja kolejowa w Gdańsku, otwarta w 1852 roku, położona w Śródmieściu, na Starym Przedmieściu, przy ulicy Toruńskiej. Obecnie zamknięta dla ruchu pociągów.

## Historia

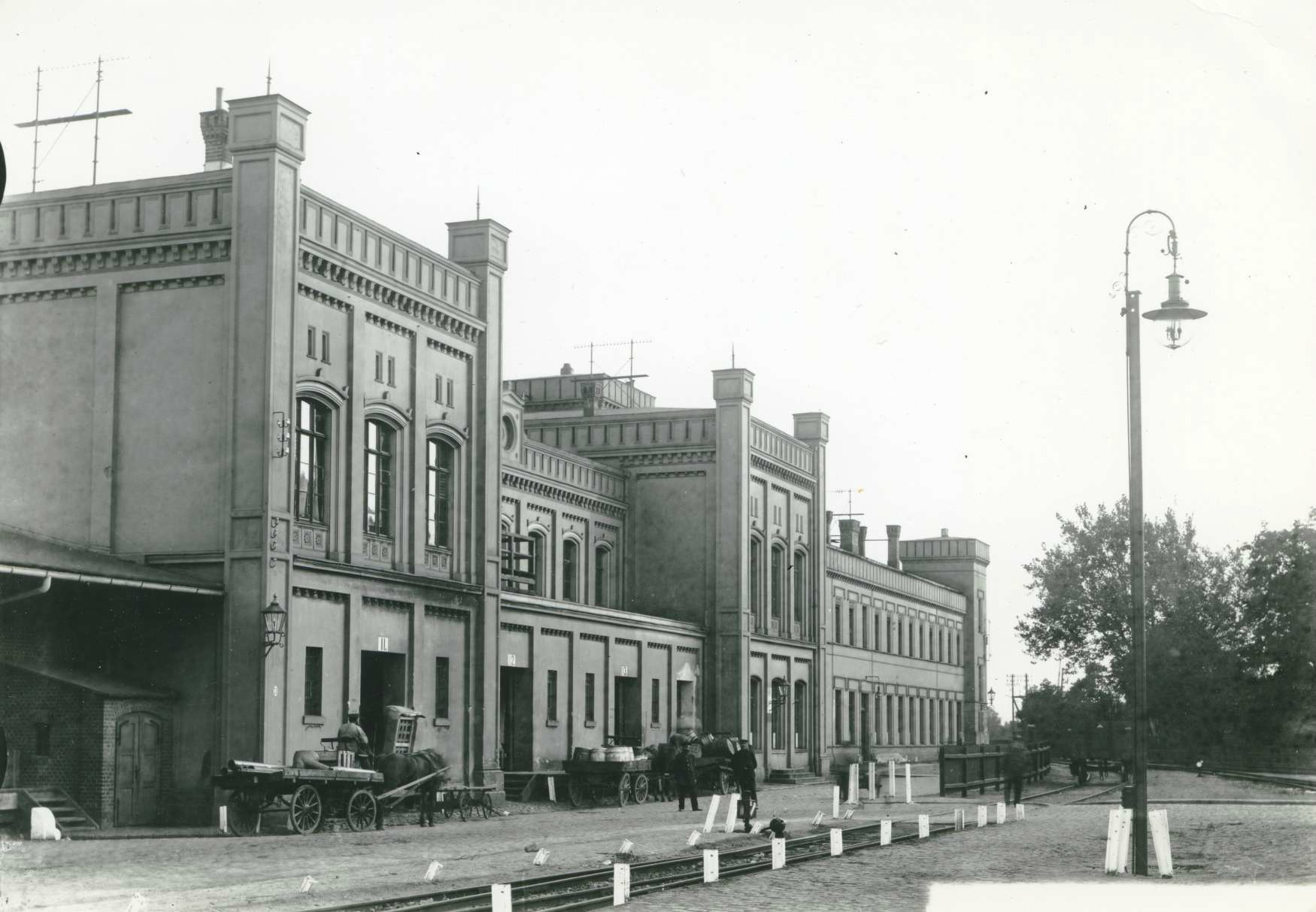
Dworzec Gdańsk Brama Nizinna

W 1852 r. do Gdańska – ówcześnie na terytorium Królestwa Prus – dotarła pierwsza linia kolejowa, od strony południowej z Tczewa (początkowo jednotorowa), będąca bocznym odgałęzieniem Pruskiej Kolei Wschodniej łączącej Berlin z Królewcem. Na jej końcu powstała stacja czołowa Gdańsk Brama Nizinna. Jej nazwa wzięła się od położonej nieopodal Bramy Nizinnej – stacja była zlokalizowana przy fortyfikacjach miejskich, po ich wewnętrznej stronie. Stację oblewał Opływ Motławy, Nowa Motława i stara Motława. Wjazd na stację odbywał się poprzez Bramę Kolejową, stanowiącą wyłom w otaczającej miasto linii fortyfikacji ziemnych i w związku z tym zaopatrzoną w mury z otworami strzelniczymi i wnękami pozwalającymi na zaryglowanie przejazdu żelaznymi sztabami. Pierwszy w historii Gdańska pociąg wjechał na nową stację 17 lipca 1852 r. 5 sierpnia 1852 r. o godz. 16 dotarł do Gdańska pociąg z Bydgoszczy, którym przyjechał ówczesny król Prus Fryderyk Wilhelm IV.
Budynek dworca otrzymał – zgodnie z panującą w ówczesnej architekturze modą – formę historyzującą, nawiązującą do gotyku angielskiego. Był to dwupiętrowy budynek z wiatą. W latach 1871–1872 przebudowano wnętrza. W 1886 dworzec uzyskał połączenie tramwajem konnym z centrum i Targiem Rybnym (zob. tramwaje w Gdańsku).
W 1884 roku na północ od stacji, wzdłuż ulicy Chmielnej na Wyspie Spichrzów poprowadzono tor dla pociągów towarowych, tzw. Kolej Spichrzową. Drugim odgałęzieniem od stacji była linia towarowa zbudowana w 1893 r. w kierunku Dolnego Miasta.
Trasa kolejowa Gdańsk-Tczew miała charakter linii lokalnej (jednotorowa), pasażerowie jadący do Berlina czy Królewca w Tczewie musieli przesiadać się do pociągów dalekobieżnych. W 1888 rozpoczęto budowę drugiego toru kolejowego, jednak został on skończony dopiero w latach 1909–1911.
Niedługo po otwarciu okazało się, że usytuowanie stacji wewnątrz fortyfikacji uniemożliwiało jej rozwój. W 1870 r. otwarto linię kolejową Szczecin-Gdańsk, kończącą się na nowym, dziś nieistniejącym dworcu pasażerskim Gdańsk Brama Wyżynna. 1 października 1896 dworzec Brama Nizinna zaprzestał obsługi pociągów pasażerskich, które od tamtej pory kierowane były na oddany ostatecznie do użytku w 1900 r. dworzec Gdańsk Główny. Od tego momentu dworzec Gdańsk Brama Nizinna pełnił funkcje jedynie dworca towarowego. Został przebudowany podczas I wojny światowej (według projektu z 1913 roku) na biura odpraw towarowych i celnych (Güter und Zollabfertigungs-Gebäude); czasowo pełnił funkcję szpitala polowego Czerwonego Krzyża. Neogotycki budynek spłonął w marcu 1945 r. Po zakończeniu II wojny światowej dawna stacja kolejowa stała się miejscem przeładunku towarów.
W latach 90. PKP wynajęły budynki stacyjne na działalność komercyjną (np. w 2007 powstał tu hostel „Bursztynek”), zdemontowały tory, a następnie (w 2014) sprzedano teren stacji za ponad 26 mln zł firmie budowlanej Invest Komfort.
W początku 2015 przystąpiono do rozbiórki magazynów i budynku ekspedycji kolejowej (ostatnio hostelu). Znajdujące się na skraju terenu dwa budynki mieszkalne znalazły się pod ochroną konserwatorską i w związku z tym zostaną zachowane. Przyjęte dla obszaru dawnego dworca plany miejscowe przewidują możliwość realizacji budynków mieszkalno-usługowych o rosnącej wraz ze zbliżaniem się do ul. Toruńskiej wysokości od 15 do 22 m.
Obecnie nie odbywa się tutaj żaden ruch pociągów – został on zamknięty po 1995 r.
We wrześniu 2015 w rejonie stacji przy bastionie Żubr odsłonięto obelisk, upamiętniający przybywających w 1945 na stację przesiedleńców z Kresów Wschodnich.
Od 2014 roku właścicielem nieruchomości nad brzegiem Motławy jest Invest Komfort, który odkupił 5,5 ha działkę po dworcu od PKP za 26,15 mln zł. Po przeprowadzeniu konkursu architektonicznego na projekt nowej zabudowy przewiduje się tu realizację zabudowy o charakterze śródmiejskim, z zielonymi dachami.